# Sakīs Kouvas
Athanasios Kouvas, detto Sakīs (in greco Αθανάσιος "Σάκης" Κουβάς?; 4 agosto 1946), è un ex calciatore greco, di ruolo attaccante.

## Carriera
Giocò nella massima serie ellenica con il Vyzas Megaron ed il Panathinaikos. Con il club capitolino vinse il campionato nel 1972 ed ebbe occasione di giocare nel dicembre del 1971 la Coppa Intercontinentale, persa contro gli uruguaiani del Nacional Montevideo.

## Palmarès

### Club

#### Competizioni nazionali
- Campionato greco: 1

Panathinaikos: 1971-1972